# 63. padalska brigada (Vojska Srbije)
Za druge 63. brigade glejte 63. brigada.
63. padalska brigada (srbsko 63. padobranska brigada) je padalska brigada Vojske Srbije, ki je usposobljena tudi za izvajanje nekonvencionalnega bojevanja.
Ista vojaška enota je delovala že v času Socialistična federativna republika Jugoslavija (v JLA), nato pa je ostala preko Vojske Jugoslavije in Vojske Srbije in Črne gore pod istim imenom.
Brigada je bila septembra 2006 reorganizirana v 63. padalski bataljon in združena z drugimi specialnimi silami Vojske Srbije v enotno enoto - Specialno brigado.